# Batalla de Kosturino
La batalla de Kosturino va ser una batalla entre les forces de Bulgària i l'Imperi Britànic, com a part de la Campanya de Sèrbia de la Primera Guerra Mundial, entre el 6 i el 12 de desembre de 1915.
Els britànics es van veure obligats a retirar-se a Tessalònica.

## Antecedents
Després de la intervenció de Bulgària en la Primera Guerra Mundial a l'1 d'octubre de 1915, va començar l'ofensiva austrohongaresa-alemanya-bùlgara contra Sèrbia. Les forces sèrbies es van veure obligades a retirar-se després de les derrotes en la ofensiva de Morava i l'ofensiva d'Ovče Pol.
Part de la força franco-britànica, que havia desembarcat a Salònica (Tessalònica) a principis d'octubre, va avançar cap al nord per a donar suport a les unitats sèrbies que es retiraven a Kosovo. Les forces franceses, sota el comandament del general Maurice Sarrail, van avançar profundament en el territori de Sèrbia, amb la intenció d'arribar junt amb l'Exèrcit de Sèrbia en Niš. Però el 19 d'octubre, van descobrir que les forces búlgares ja havien aconseguit tallar la línia de ferrocarril fins al nord de Krivolak. Entre el 3 i el 23 de novembre, van ser enviades a la zona altres forces franceses, però sense èxit després de la batalla de Krivolak, entre la creixent evidència que les forces sèrbies al nord havien col·lapsat. L'exèrcit francès es va veure obligat a retirar-se a Tessalònica.
El Ministeri de Defensa de Londres va ser més reticent d'enviar tropes a Sèrbia. Només en l'última setmana d'octubre va enviar a Sèrbia la 30th Brigade, seguida per la resta de la 10th (Irish) Division, que es van fer càrrec de les posicions mantingudes pels francesos al voltant Kosturino el 21 de novembre.

## Batalla
La zona en poder de la 10th (Irish) Division estava en els salvatges cims àrids i rocosos sense vegetació del país.
A finals de novembre, les condicions del temps van empitjorar. Les tropes exposades al clima van patir pluges fredes i una gran tempesta de neu. D'altra banda, la seva salut ja estava minada pel clima càlid poc saludable de la península de Gal·lipoli. A finals de novembre, al voltant de 1.656 homes ja havien estat evacuats, molts d'ells per a ser hospitalitzats amb cremades per congelació.
Es van produir molt pocs combats fins al 4 de desembre, quan es va fer evident que els búlgars havien rebut reforços i el seu foc d'artilleria va arribar a ser millor dirigit i més concentrat.
El 6 i 7 de desembre, els búlgars van atacar i prendre Rocky Peak (Pic Rocós), fent 30 presoners britànics. A partir d'aquí ja van tenir una bona posició per a bombardejar les línies britàniques.
El 8 de desembre, l'exèrcit búlgar va llançar un atac en tota regla. El general Mahon va tractar de coordinar les seves operacions defensives amb l'exèrcit francès en retirada, però les forces enemigues eren massa fortes, al voltant de 4 vegades més que els britànics. Les noves forces provinents de Tessalònica no van poder arribar aviat al front, a causa de les males carreteres, i no hi va haver altra alternativa que la retirada. La 10th (Irish) Division es va retirar en bon ordre. Les seves pèrdues van ser al voltant de 1.500 homes i vuit canons.
Per al 12 de desembre, totes les forces aliades s'havien retirat a Grècia. L'alt comandament alemany no va permetre a l'exèrcit búlgar d'entrar en territori grec, ja que encara esperaven que Grècia entraria en la guerra al seu costat.

## Conseqüències
Les forces sèrbies es van veure aïllades de proveïment exterior, i es van veure obligades a retirar-se cap a l'oest d'Albània, on van ser evacuades a l'illa grega de Corfú el 10 de febrer de 1916.
El Front de Macedònia es va estabilitzar entre 1916 i 1918.